# Walter Segal
Walter Segal, né à Berlin le 15 mai 1907 et mort à Londres le 27 octobre 1985, est un architecte britannique pionnier de l'autoconstruction.

## Publications
- Walter Segal, Home and Environment, Leonard Hill (1948, 1953)
- Walter Segal, Planning and Transport: Their Effects on Industry and Residence Dent, for the Cooperative Permanent Building Society, (1945)
- Walter Segal, Learning from the Self-Builders (Audiobook), World Microfilms Publications Ltd (December 1983)
- John McKean, 'The Segal System', special issue on systems, Architectural Design, March 1976, pp. 288-96.
- John McKean 'Semi prezio di buon senso’ ('Not just liberation through technology, but implicit meanings too: an appreciation of Walter Segal') in Spazio e Societa (Milano), June 1986, No. 34, pp.18-26.
- John McKean 'Walter Segal: the man and the myth', extended essay in Building Design (London), 10 May 1988
- John McKean, Learning from Segal: Walter Segal's Life, Work and Influence, Birkhauser (Basel and Boston) (1989) [contains full bibliographies]
- John McKean, 'Becoming an Architect in Europe Between the Wars',  Architectural History  (The Journal of the Society of Architectural Historians of G. B.),  Vol. XXXIX, 1996, pp. 124 - 146. (the story of Segal's education)